# Наришкіна Єлизавета Петрівна

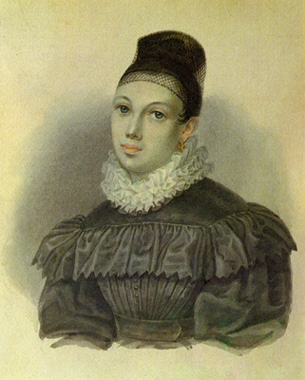
Наришкіна Єлизавета Петрівна. 1832 рік. Акварель Бестужева

Наришкіна Єлизавета Петрівна (1 квітня 1802 — 11 грудня 1867) — дружина декабриста Наришкіна Михайла Михайловича, сестра декабристів  Коновніцина Петра Петровича і Коновніцина Івана Петровича. Пішла за чоловіком у Сибір.

## Біографія
Дочка графа, генерала  Петра Петровича Коновніцина, колишнього військового міністра, героя франко-російської війни 1812 року. 29 вересня 1824 року  вийшла заміж за Михайла Михайловича Наришкіна, полковника Тарутинського піхотного полку, члена Північного товариства, засудженого за IV розрядом. Приїхала за ним в  Читинський острог в травні 1827 року. 
З 1833 року на поселенні в Кургані Тобольської губернії.
В. А. Жуковський напише: "У Кургані я бачив Наришкіну ... Вона глибоко мене зворушила своєї тихостью і благородною простотою в нещасті".
У 1837 році Наришкіну наказано відправитися рядовим на Кавказ, де велася війна з горцями. 
Майже все населення Кургану проводжало від'їжджаючих. Єлизавета Петрівна ненадовго заїжджає до Росії побачитися з рідними, яких не бачила цілих десять років, потім відправляється слідом за чоловіком на Кавказ. 
Рядовий Наришкін бере участь у військових діях майже сім років. За відзнаку в 1843 році отримує підвищення - чин прапорщика і в 1844 році йому дозволено залишити службу і оселитися в маєтку дружини в селі Високому Тульської губернії. Ці обмеження були зняті амністією 1856 року. У 1859 році сім'ї було дозволено виїзд до Франції.
Дітей не було. У Читинському острозі в липні 1830 року взяли на виховання селянську дівчинку Уляну Чупятову.
Померла Наришкіна Єлизавета Петрівна 11 грудня 1867 року у селі Гарії Псковської губернії в маєтку тітки Марії Іванівни Лорер. Похована в Москві в Донському монастирі поруч з чоловіком.

## В спогадах декабристів
Декабрист Розен А.Є. напише про неї:
| «Від роду було їй 23 роки; єдина дочка героя-батька і зразкової матері. Вона в рідному домі значила все, і всі виконували її бажання та примхи. У Сибіру вона була одягнена у все чорне, з тонкою талією; особа була злегка смаглява з виразними розумними очима, головка владно піднята, хода легка, граціозна.» | 
Анненков  у своїх мемуарах описав її портрет:
| «Вона здавалася дуже гордовитою і з першого погляду справляла неприємне враження, але зате коли ви дізнавалися її ближче, неможливо було відірватися від неї. Вона прикувала всіх до себе своєю безмежною добротою і незвичайним за шляхетністю характером. » |